# بتمن: مجموعه پویانمایی
بتمن: مجموعه پویانمایی (به انگلیسی: Batman: The Animated Series) یک برنامه تلویزیونی پویانمایی ابرقهرمانی آمریکایی است که براساس شخصیت ابرقهرمان بتمن از شرکت دی‌سی کامیکس ساخته شده‌است. این مجموعه توسط بروس تیم، پال دینی و میچ برایان توسعه یافته و به‌وسیلهٔ وارنر برادرز انیمیشن تهیه شده‌است، و نخستین بار از ۵ سپتامبر ۱۹۹۲ تا ۱۵ سپتامبر ۱۹۹۵ به تعداد ۸۵ قسمت از شبکه فاکس کیدز پخش شد. پانزده قسمت پایانی، این مجموعه تلویزیونی با عنوان ماجراجویی‌های جدید بتمن روی صفحه نمایش داده شد، که برای بازآرایی قسمت‌های قبلی نیز مورد استفاده قرار گرفت است

## بازیگران

### قهرمان‌های اصلی
| صداپیشه               | نقش                                       |
| --------------------- | ----------------------------------------- |
| کوین کانروی           | بروس وین / بتمن                           |
| لورن لستر             | دیک گریسون / رابین                        |
| کلایو رویل            | آلفرد پنی‌ورث (سه قسمت اول به ترتیب تولید) |
| افرم زیمبالیست جونیور | آلفرد پنی‌ورث (ادامه مجموعه تلویزیونی)     |
| باب هیستینگز          | کمیسر جیمز دبلیو. «جیم» گوردون            |
| رابرت کوستانزو        | کارآگاه هاروی بولاک                       |
| تارا استرانگ          | باربارا گوردون / بت گرل                   |

### شخصیت‌های مکمل
| صداپیشه         | نقش                        |
| --------------- | -------------------------- |
| اینگرید اولیو   | افسر رنه مونتویا (فصل اول) |
| لیان شیرمر      | افسر رنه مونتویا (فصل دو)  |
| براک پیترس      | لوشس فاکس                  |
| ماری دوان       | سامر گلیسون                |
| دایانا مالدور   | دکتر لزلی تامپکینز         |
| لوید بوچنر      | شهردار همیلتون هیل         |
| مریلو هنر       | ورونیکا ورلاند             |
| ویلیام ساندرسون | کارل روسوم                 |
| بیل مک‌کینی      | جونا هگز                   |
| جولی براون      | زاتانا زاتارا              |
| آدام وست        | سیمون ترنت / روح خاکستری   |

### هماوردها
| صداپیشه        | نقش                                      |
| -------------- | ---------------------------------------- |
| مارک همیل      | جوکر                                     |
| ریچارد مول     | هاروی دنت / دوچهره                       |
| آرلین سورکین   | دکتر هارلین کویینزل / هارلی کوئین        |
| پال ویلیامز    | اسوالد کابلپات / پنگوئن                  |
| آدرین باربو    | سِلینا کایل / زن گربه‌ای                   |
| جان ورنن       | روپرت تورن                               |
| جان گلاور      | ادوارد نیگما / ریدلر                     |
| دایان پرشینگ   | دکتر پاملا لیلیان آیزلی / پویزن آی‌وی     |
| هنری پولیس دوم | دکتر جاناتان کرین / مترسک                |
| رادی مک‌داول    | دکتر جرویس تچ / مد هتر                   |
| آرون کینکید    | وایلون جونز / کیلر کراک                  |
| ران پرلمن      | متیو «مت» هاگن / کلی‌فیس                  |
| دیوید وارنر    | رأس‌الغول                                 |
| مایکل آنسارا   | دکتر ویکتور فریز / مستر فریز             |
| مارک سینگر     | دکتر رابرت کرکلند «کرک» لنگستروم / من بت |
| جرج دزوندزا    | آرنولد وسکر / ونتریلوکیست و صورت‌زخمی     |
| اد اسنر        | رولان داگت                               |
| جف بنیت        | هارداک                                   |
| آلن راچینز     | کلاک کینگ                                |
| هنری سیلوا     | بِین                                      |
| ری بوکتنیکا    | هوگو استرنج                              |

## اهمیت
این مجموعه تلویزیونی اهمیت بسیار ویژه ای در میان انیمیشن ها دارد که باعث شده در سایت آی‌ام‌دی‌بی با نمره ۹ از ۱۰ به عنوان بهترین انیمیشن مجموعه تلویزیونی همه دوران ها تبدیل شود. همچنین در سایت آی جی‌ان این انیمیشن را جزو ۱۰ مجموعه تلویزیونی برتر کمیک بوکی قرار داد.

## دنباله ها و اقتباس ها
در سال ۱۹۹۷ ، مجموعه تلویزیونی ماجراهای جدید بتمن به عنوان دنباله این مجموعه تلویزیونی معرفی شد و مورد استقبال قرار گرفت. در سال ۱۹۹۳ میلادی انیمیشن بلندی به نام بتمن: نقاب شبح بر اساس این مجموعه تلویزیونی ساخته شد و موفقیت بزرگی کسب کرد. در سال ۱۹۹۸ میلادی انیمیشن بلندی دیگر به نام بتمن و آقای فریز: زیر صفر ساخته شد و مورد تحسین قرار گرفت. در سال ۲۰۱۷ میلادی آخرین انیمیشن بلند بر اساس این مجموعه تلویزیونی بتمن و هارلی کویین ساخته شد که با واکنش های منفی همراه بود. همچنین بازی های ویدئویی بسیاری مانند انتقام بتمن و بتمن: ظهور سین تزو برای پلی استیشن ۲ ، گیم بوی ادونس ، نینتندو گیم کیوب ، مایکروسافت ویندوز و بازی ماجراهای بتمن و رابین برای سوپر نینتندو ساخته شد و نقد های متوسط نصیبشان شد. همچنین چندین داستان مصور هم از این مجموعه تلویزیونی منتشر شده است. چندین فیلم کوتاه هم برای ادای احترام بر اساس این مجموعه تلویزیونی ساخته شده است.

## در ایران
- چندین قسمت از این مجموعه تلویزیونی ، توسط سینماخانه ایرانیان به نام های بتمن و دوچهره، بتمن: قلب یخی، بتمن: آخرین خنده دوبله و عرضه شد.
- سایت نماوا دو فصل این مجموعه تلویزیونی را به نام بتمن مجموعه پویانمایی دوبله کرده است. همچنین ادامه این مجموعه تلویزیونی به نام ماجراجویی‌های جدید بتمن توسط این سایت دوبله شده است.
- انیمیشنی به نام بتمن: دنیاهای از هم گسیخته اقتباسی از این مجموعه تلویزیونی و مجموعه تلویزیونی های دیگر بتمن می‌باشد که قرار است منتشر شود.